# Gryzelda Celestyna Działyńska
Gryzelda Celestyna Działyńska, z domu Zamoyska (ur. 25 września 1804 w Zamościu, zm. 10 lipca 1883 w Poznaniu) – polska działaczka oświatowa i filantropka.

## Życiorys
Córka ordynata Stanisława Kostki Zamoyskiego i księżniczki Zofii Czartoryskiej. W 1825 poślubiła Adama Tytusa hr. Działyńskiego i przeniosła się następnie do Wielkopolski. Po wybuchu powstania listopadowego podążyła za mężem do Warszawy i brała udział w samarytańskiej akcji jego siostry Klaudyny Potockiej. Z upadkiem powstania Działyńscy, pozbawieni dóbr w Wielkopolsce, które rząd pruski obłożył sekwestrem, zamieszkali w Oleszycach pod Jarosławiem, majątku Gryzeldy. Tutaj rozwinęła ona żywą działalność oświatową i wychowawczą wśród ludu wiejskiego, zakładając po wioskach ochronki i szkoły. W Poznaniu i w dobrach kórnickich, do których powróciła w 1842 po zniesieniu sekwestru, rozpoczęła na dużą skalę działalność dobroczynną. Niosła pomoc ubogim i chorym, zorganizowała w Poznaniu Towarzystwo Dobroczynności, które przekształciła w 1853 w Towarzystwo Pań Miłosierdzia św. Wincentego à Paulo. Głównym celem tych zrzeszeń było tworzenie ochronek dla ubogich dzieci, odwiedzanie i pielęgnowanie chorych. W Kórniku założyła istniejący do dzisiaj Dom Sióstr Miłosierdzia z ochronką, szpitalem i pracownią, w której młodzież żeńska uczyła się ręcznych robót. Około 1860 osadziła siostry miłosierdzia w Środzie, w swych zaś Oleszycach – felicjanki z Krakowa. Opiekowała się siostrami służebniczkami w Jaszkowie w Wielkopolsce, wspierała także inne zgromadzenia oddające się pracom społecznym. Za zasługi na polu działalności charytatywnej generał sióstr miłosierdzia uczynił ją w Paryżu w 1846 członkiem tego zgromadzenia. W 1848 żywiła więźniów politycznych w fortecy poznańskiej. Po wybuchu powstania styczniowego zamieniła pałac w Poznaniu w pracownię, w której przygotowywała odzież. W 1871 była opiekunką jeńców francuskich w Poznaniu. Szczególną troskliwością otaczała inwalidów powstań narodowych, weteranów, wdowy i sieroty po nich. Dla zebrania środków na te cele urządzała w swym pałacu w Poznaniu koncerty, odczyty, wystawy obrazów.

## Źródła
Opracowano na podstawie biogramu autorstwa Stanisława Bodniaka, Działyńska Gryzelda Celestyna, Polski Słownik Biograficzny, T.6, s.75, 1948.